# Anton Weidinger (Politiker, 1894)
Anton Weidinger (* 30. Oktober 1894 in Neukirchen am Walde; † 19. März 1949 in Linz) war ein österreichischer Politiker (SDAP/SPÖ), Schneider und Trafikant. Weidinger war von 1931 bis 1934 Abgeordneter zum Oberösterreichischen Landtag und von 1945 bis 1949 Landesrat in der Oberösterreichischen Landesregierung.

## Ausbildung und Beruf
Weidinger erlernte den Beruf des Schneiders und war in der Folge als Hilfsarbeiter tätig. Er diente während des Ersten Weltkriegs im Infanterieregiment Nr. 59 und war dabei vor allem in Rumänien eingesetzt. Er zog sich während des Krieges ein schweres Lungenleiden zu, an dem er schließlich Jahrzehnte später verstarb. Nach dem Ende des Krieges trat Weidinger in die Sozialdemokratische Partei ein und übernahm 1920 eine Tätigkeit im Landesinvalidenamt. Bis 1922 war er Beamter am Invalidenamt Grieskirchen, danach war er von 1925 bis 1945 Trafikant. Zudem hatte Weidinger von 1932 bis 1934 sowie ab 1945 das Amt des Landesobmanns des Kriegsopferverbandes inne.

## Politik
Im politischen Bereich war Weidinger zwischen 1931 und 1934 als Bürgermeister von Bad Schallerbach aktiv, zudem war er ab dem 15. Mai 1931 Abgeordneter zum Oberösterreichischen Landtag. Weidinger verlor sein Mandat per 12. Februar 1934 infolge des Ausbruchs des Österreichischen Bürgerkriegs und wurde für fünf Monate im Landesgericht Linz inhaftiert. Auch nach der Machtübernahme der Nationalsozialisten 1938 wurde Weidinger verhaftet, später wurde er erneut inhaftiert oder stand unter ständiger Bewachung.
Nach dem Ende des Zweiten Weltkriegs wurde Weidinger am 13. Dezember 1945 erneut als Landtagsabgeordneter angelobt. Er gehörte zudem den Landesregierungen Gleißner III und IV an, wobei ihm das Sozialwesen, Gesundheitswesen sowie das Wohnungs- und Siedlungswesen unterstand. Zudem war Weidinger Mitglied mehrerer Aufsichtsräte. Weidinger übte sein Amt als Landtagsabgeordneter und Landesrat bis zu seinem Tod aus. 